# Дубки (Нижньоломовський район)
Дубки́ (рос. Дубки) — селище у складі Нижньоломовського району Пензенської області, Росія.
Населення — 50 осіб (2010; 79 у 2002).
Національний склад станом на 2002 рік:
- росіяни — 91 %